# Watsonia gladioloides
Watsonia gladioloides är en irisväxtart som beskrevs av Rudolf Schlechter. Watsonia gladioloides ingår i släktet Watsonia och familjen irisväxter. Inga underarter finns listade i Catalogue of Life.